# Goshen (Vermont)
Goshen è una città degli Stati Uniti d'America, nella contea di Addison, nello Stato del Vermont. La popolazione era di 164 abitanti nel censimento del 2010.